# Mataeopsephus maculatus
Mataeopsephus maculatus là một loài bọ cánh cứng trong họ Psephenidae. Loài này được Nomura miêu tả khoa học đầu tiên năm 1957.